# Maciej Żurawski
Maciej Stanisław Żurawski (Poznań, Polonia, 12 de septiembre de 1976) es un exfutbolista internacional polaco que jugaba en la demarcación de delantero. Su último equipo fue el Wisła Cracovia de la Ekstraklasa.

## Carrera
Alumno Warta Poznan, donde comenzó su carrera de fútbol 31 de julio de 1994 año en el partido contra el barco Widzewowi, que perdió 0-4 Warta. Luego fue a Lech Poznań, por la que ganó su primer gol en la liga - 29 de marzo de 1998, 83 minuto con Górnik Zabrze (2:2). Brilló como el jugador más exitoso (y capitán) Wisla Cracovia, que llegó a 4 veces el campeonato de Polonia de 2001, 2003, 2004 y 2005, y 2 veces después de la Copa de Polonia 2002 y 2003 y de nuevo después de la Copa de la Liga de Polonia en la temporada 2000/2001; También tiene 2 veces máximo goleador de la liga polaca superior en 2002 y 2004 (21 y 20 goles). En la temporada 2004/2005 (en un partido contra GKS Katowice) superó el límite de 100 goles en la liga polaca. En la liga polaca jugó un total de 230 partidos y marcó 120 goles. En la temporada 2002-03 con el Wisla Cracovia alcanzó la cuarta ronda (1 / 8 final) de la Copa de la UEFA. Zurawski anotó 10 goles en 10 partidos en la Copa de la UEFA anotadores de la temporada solo se obtuvo Henrik Larssonowi (el entonces jugador del Celtic), que marcó 11 goles. 
Llegó al Celtic en julio de 2005 con un contrato de 3 años. Usó la camiseta número 7 que era la que usaba Henrik Larsson. Fue elegido como el mejor jugador polaco del año y anotó 24 goles en su primera temporada en el equipo. Los hinchas del Celtic lo llaman "Carushadoski" Żurawski.
Sus equipos favoritos son Wisła Cracovia y Lech Poznań de Polonia y Barcelona de España.
El 19 de febrero de 2006, Żurawski hizo cuatro goles en un partido de la liga escocesa de fútbol contra Dunfermline y gracias a eso ganó la votación del jugador del mes. Es considerado uno de los mejores jugadores del Celtic en esta temporada.
Fue elegido entre los 23 jugadores que fueron a la Copa Mundial de Fútbol de 2006 en Alemania. Pero no pudo hacer mucho por su selección, que fue eliminada en primera ronda.
Múltiples representante de Polonia - 70 encuentros jugados y marcó 17 goles. Su debut tuvo lugar el 10 de noviembre de 1998 en un partido contra Eslovaquia (3-1). Participó en el campeonato mundial de final del torneo de 2002 en Corea y Japón y la Copa del Mundo 2006 en Alemania. En total, jugó 6 partidos en los campeonatos del mundo, no marcar ningún gol. Jugó en el Campeonato Europeo en Austria y Suiza en 2008. Jugado solo la mitad del partido. Se suponía que Maciej Zurawski pasaría al final de la temporada 2006/07 para el LA Galaxy. Por último, 1 de febrero de 2008, se trasladó a la Larissa griego, donde ya en el debut de 9 de febrero de 2008 año contra el AEK de Atenas marcó su primer gol en la liga griega. 
2 de junio de 2009 año en que fue Zurawski club de fútbol AC Omonia de Chipre. Presidente de la conferencia de prensa oficial del club anunció que el club adquirió un jugador. 16 de julio en su debut en los colores Omonii en la segunda ronda de clasificación de la Liga de HB Tórshavn de Europa marcó un gol, el aumento de la puntuación a 3-0 reuniones.
El martes 2 de junio de 2009, se anunció que Maciej Zurawski era finalista con el Nicosia Omonia. Jugó en el Omonia por un año y ayudó al equipo a volver a los títulos después de cinco años. En junio del 2010 se anunció su regreso al Wisła Cracovia, retirándose al año siguiente.

## Selección nacional
Ha sido internacional con la Selección de fútbol de Polonia, ha jugado 72 partidos internacionales y ha anotado 17 goles. 

### Participaciones en Copas del Mundo
| Mundial                        | Sede                  | Resultado    |
| ------------------------------ | --------------------- | ------------ |
| Copa Mundial de Fútbol de 2002 | Corea del Sur y Japón | Primera fase |
| Copa Mundial de Fútbol de 2006 | Alemania              | Primera fase |

### Participaciones Internacionales
| Mundial       | Sede            | Resultado    |
| ------------- | --------------- | ------------ |
| Eurocopa 2008 | Suiza y Austria | Primera fase |

## Clubes
| Club              | País    | Año       |
| ----------------- | ------- | --------- |
| Warta Poznań      | Polonia | 1994-1997 |
| Lech Poznań       | Polonia | 1998-1999 |
| Wisła Kraków      | Polonia | 1999-2005 |
| Celtic de Glasgow | Escocia | 2005-2008 |
| Larissa FC        | Grecia  | 2008-2009 |
| AC Omonia         | Chipre  | 2009-2010 |
| Wisła Kraków      | Polonia | 2010-2011 |

## Principales éxitos
Wisła Cracovia
- Ekstraklasa (5): 2000-01, 2002-03, 2003-04, 2004-05, 2010-11
- Copa de Polonia (2): 2002, 2003
- Supercopa polaca de fútbol (1): 2001
- Copa de la liga de Polonia (1): 2001

Celtic Football Club
- Premier League de Escocia (3): 2005-06, 2006-07, 2007-08
- Copa de Escocia (1): 2006-07
- Copa de la Liga de Escocia (1): 2005-06

AC Omonia
- Primera División de Chipre (1): 2009-10